# Karl Abraham Wetzlar von Plankenstern
Karl Abraham Wetzlar, ab 1777 Freiherr von Plankenstern (* 1715 in Offenbach am Main; ✡ 3. September 1799 in Wien) wurde als „Millionenjude“ bekannt. Er gründete die Dynastie Wetzlar von Plankenstern.

## Leben
Karl Abraham Wetzlar hatte seine Wurzeln möglicherweise in Wetzlar. Er soll als armer Mann nach Wien gekommen sein und dort ein Vermögen als Mitarbeiter des Bankiers Simon Wolf Oppenheimer erworben haben. Die Habsburger wussten seine Kreditvermittlungen und die günstigen Heereslieferungen zu schätzen, weshalb er im Jahr 1763 zum kaiserlichen Hofagenten ernannt wurde. 1776 trat er zum Christentum über und 1777 wurde er zum Freiherrn erhoben, obwohl Joseph II. verlangt hatte, dass auch seine Familie zum Christentum übertreten sollte. Wetzlars Gattin verweigerte dies jedoch, weshalb im Adelsdiplom ausdrücklich festgehalten wurde, dass nur Wetzlar selbst sowie seine Kinder, soweit sie schon konvertiert seien oder dies noch tun würden, die Nobilitierung erhielten.
Karl Abraham Wetzlar von Plankenstern sammelte Kunstwerke, die er im Palais Schönborn unterbrachte, und unterstützte als Mäzen unter anderem Wolfgang Amadeus Mozart, dessen Akademien er besuchte. 1785 mietete er das Palais Damian. Einer seiner Söhne kaufte im Jahr 1800 das Palais. Die Familie Wetzlar von Plankenstern bewohnte das Palais ein halbes Jahrhundert lang.
Er heiratete Eleonore Schluchtern, mit der er fünf Töchter und sieben Söhne hatte, darunter den Sohn Raimund Wetzlar von Plankenstern, der die Villa XAIPE erbauen ließ.
Etwa um das Jahr 1821 wurde in Wien Innere Stadt (1. Bezirk) die Plankengasse nach ihm benannt.